# Thanon Phra Ruang
Die Thanon Phra Ruang (thailändisch ถนนพระร่วง, englisch Phra Ruang Road, deutsch: „Straße des Phra Ruang“) ist der archäologische Befund der Trasse eines Erdwerks in Zentral- und Nordthailand, die in der Sukhothai-Periode die antiken Städte Si Satchanalai, Sukhothai und Kamphaeng Phet miteinander verbunden hat. Es ist in der Forschung bis heute nicht endgültig geklärt, ob diese Trasse tatsächlich eine ehemalige Straße ist, oder ob es sich möglicherweise um einen Khlong (thailändisch คลอง, deutsch: Kanal) gehandelt haben könnte.
Die Thanon Phra Ruang führt von Si Satchanalai (Altstadt), am Mae Nam Yom gelegen, auf einer Länge von 120 Kilometer in südliche Richtung, zunächst nach Sukhothai (Altstadt), und von dort aus weiter bis nach Kamphaeng Phet am Mae Nam Ping. Etwa in der Mitte des ersten Streckenabschnitts berührt sie dabei die Gegend um Wat Yai Chai Mongkhon und Wat Bot, zwei buddhistische Tempelanlagen aus der frühen Sukhothai-Zeit nordwestlich von Mueang Bang Khlang, das im Gründungsmythos des Königreichs Sukhothai eine gewisse Rolle spielt.

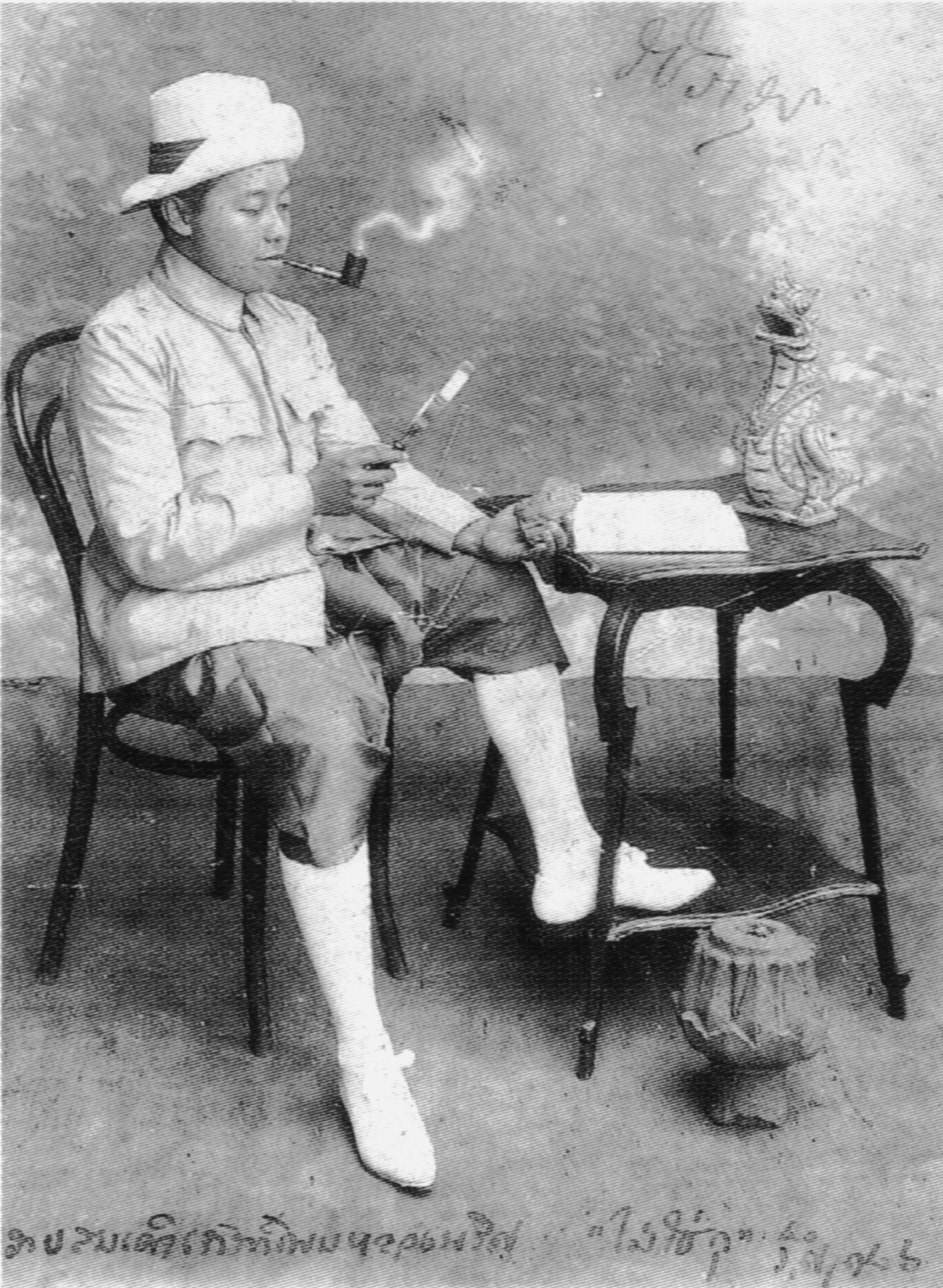
Kronprinz Vajiravudh

1907 bereiste Kronprinz Vajiravudh (der spätere (1910–1926) König Rama VI.) auf dem Rücken eines Elefanten das damals noch deutlich im Gelände wahrnehmbare Erdwerk in voller Länge und gab ihm den Namen „Thanon Phra Ruang“. Heute sind im Gelände nur noch Abschnitte eines Dammkörpers mit einem daneben liegenden Wassergraben zu sehen. Im nördlichen Abschnitt wurden weite Streckenabschnitte beim Bau der modernen Verbindungsstraße 1113 überschnitten und dadurch zerstört. Die Breiten der verbliebenen Befunde betragen durchschnittlich acht Meter, bei einem partiellen Maximum von bis zu zwölf Metern.
Anfang der 1990er Jahre untersuchte ein internationales Team von Geologen der Chulalongkorn-Universität (Bangkok) und der Monash University (Melbourne) die Thanon Phra Ruang, wobei Luft- und Satellitenbilder ausgewertet, geographische Gegebenheiten analysiert und eine sechswöchige Feldvermessung durchgeführt wurden. Im Anschluss daran stellte das Team die Hypothese auf, dass es sich bei der Trasse nicht um eine alte Straßenverbindung handele, sondern um einen Bewässerungskanal für die angrenzenden Reisfelder. Ferner postulierten sie, dass die Errichtung des Erdwerks schon vor der Gründung des Königreichs Sukhothai im Rahmen einer frühen Besiedlungsphase erfolgt sei. Diese Theorien wurden kontrovers diskutiert, fanden jedoch keine breite Akzeptanz.
Archäologische Befunde, die entweder die konventionelle Definition als Straße oder die jüngere Kanal-Theorie verifizieren oder falsifizieren könnten, stehen bis heute aus.